# Selenia constricta
Selenia constricta là một loài bướm đêm trong họ Geometridae.